# Tephrina bleusei
Tephrina bleusei là một loài bướm đêm trong họ Geometridae.